# António Simões
Pour les articles homonymes, voir Simões (homonymie) et Da Costa.
António Simões da Costa, né le 14 décembre 1943 à Corroios - Seixal, est un ancien footballeur (attaquant) puis entraîneur de football portugais.

## Biographie
Il a fait partie de la grande équipe du Benfica Lisbonne des années 1960 avec Eusébio, Mário Coluna, José Águas et José Augusto Torres, des joueurs avec qui il a remporté la coupe d'Europe des clubs champions en 1962, en battant en finale le Real Madrid.
Avec l'équipe nationale, Simões a terminé troisième de la coupe du monde 1966 en Angleterre. Il compte 46 sélections en équipe du Portugal pour 3 buts. 
Après sa carrière de joueur, il s'est reconverti au poste d'entraîneur, notamment de l'équipe féminine du Portugal.

## Carrière
| Saison    | Club                 | Montant | Division | Matches | Buts |
| --------- | -------------------- | ------- | -------- | ------- | ---- |
| 1961-1962 | Benfica Lisbonne     |         | I        | 11      | 3    |
| 1962-1963 | Benfica Lisbonne     |         | I        | 24      | 10   |
| 1963-1964 | Benfica Lisbonne     |         | I        | 25      | 5    |
| 1964-1965 | Benfica Lisbonne     |         | I        | 16      | 0    |
| 1965-1966 | Benfica Lisbonne     |         | I        | 24      | 7    |
| 1966-1967 | Benfica Lisbonne     |         | I        | 22      | 3    |
| 1967-1968 | Benfica Lisbonne     |         | I        | 19      | 1    |
| 1968-1969 | Benfica Lisbonne     |         | I        | 22      | 2    |
| 1969-1970 | Benfica Lisbonne     |         | I        | 23      | 3    |
| 1970-1971 | Benfica Lisbonne     |         | I        | 20      | 0    |
| 1971-1972 | Benfica Lisbonne     |         | I        | 23      | 4    |
| 1972-1973 | Benfica Lisbonne     |         | I        | 29      | 5    |
| 1973-1974 | Benfica Lisbonne     |         | I        | 27      | 2    |
| 1974-1975 | Benfica Lisbonne     |         | I        | 26      | 0    |
| 1975      | Boston Minuteman     |         | I        | 17      | 4    |
| 1975-1976 | Estoril-Praia        |         | I        | 6       | 0    |
| 1976      | Boston Minuteman     |         | I        | 10      | 1    |
| 1976      | San José Earthquakes |         | I        | 10      | 0    |
| 1977      | San José Earthquakes |         | I        | 23      | 0    |
| 1978      | Dallas Tornado       |         | I        | 6       | 1    |

## Palmarès
- 46 sélections et 3 buts avec l'équipe du Portugal de 1962 à 1973
- Vainqueur de la Coupe d'Europe des clubs champions en 1962
- Finaliste de la Coupe d'Europe des clubs champions en  1963, 1965 et 1968
- Champion du Portugal en 1963, 1964, 1965, 1967, 1968, 1969, 1971, 1972, 1973 et 1975.
- Vainqueur de la Coupe du Portugal en 1962, 1964, 1969, 1970 et 1972